# Парадокс Галилея
Парадо́кс Галиле́я — пример, иллюстрирующий свойства бесконечных множеств. В двух словах: натуральных чисел столько же, сколько квадратов натуральных чисел, то есть в множестве 1, 2, 3, 4… столько же элементов, сколько в множестве 1, 4, 9, 16…
В своей последней работе «Две науки» Галилей привёл два противоречащих друг другу суждения о натуральных числах. Первое: некоторые числа являются точными квадратами (то есть квадратами других целых чисел); другие же числа таким свойством не обладают. Таким образом, точных квадратов и обычных чисел вместе должно быть больше, чем просто точных квадратов. Второе суждение: для каждого натурального числа найдётся его точный квадрат, и наоборот — для каждого точного квадрата найдётся целый квадратный корень, поэтому точных квадратов и натуральных чисел должно быть одинаковое количество. Это один из первых, хотя и не самый ранний, пример использования понятия взаимно-однозначного отображения в контексте бесконечных множеств.
Галилей сделал вывод, что судить об одинаковом количестве элементов можно только для конечных множеств. В XIX веке Георг Кантор, используя свою теорию множеств, показал, что можно ввести «количество элементов» для бесконечных множеств — так называемую мощность множества. При этом мощности множества натуральных чисел и множества точных квадратов совпали (оказалось верным второе суждение Галилея). Парадокс Галилея вступил в противоречие с аксиомой Евклида, утверждающей, что целое больше любой из своих собственных частей (под собственной частью понимается часть, не совпадающая со всем целым). Замечательно, до какой степени Галилей предвосхитил последующие работы в области бесконечных чисел. Он показал, что число точек на коротком отрезке прямой равно числу точек на большем отрезке, но, конечно, не знал канторовское доказательство того, что его мощность больше, чем мощность множества целых чисел. У Галилея были более срочные задачи. Он занимался противоречиями в парадоксах Зенона, чтобы расчистить дорогу своей математической теории движения.